# پیتر ماروین آلکساندر
پیتر ماروین آلکساندر (انگلیسی: Peter Alexander؛ زادهٔ ۲۹ ژوئیهٔ ۱۹۷۶) یک روزنامه‌نگار اهل ایالات متحده آمریکا است که در حال حاضر برای ان‌بی‌سی نیوز کار می‌کند. او در دسامبر ۲۰۱۲ خبرنگار ویژه ان‌بی‌سی در کاخ سفید شد که رویدادهای کاخ سفید و اخبار مرتبط با رئیس‌جمهور ایالات متحده را پوشش خبری می‌داد. در اکتبر ۲۰۱۸، به عنوان مجری برنامه (امروز (برنامه کانال ان‌بی‌سی)) همچنین برنامه‌های مشابه برگزیده شد. گزارش‌های او در تمام پلتفرم‌های ان‌بی‌سی نیوز، از جمله اخبار شبانه ان‌بی‌سی نیوز پخش می‌شد، برنامه امروز، ملاقات با مطبوعات، دیتلاین ان‌بی‌سی، (ان‌بی‌سی نیوز) و ان‌بی‌سی نیوز دات کام از جمله برنامه‌هایی بود که پیتر در آن ظاهر می‌شد. او در کنار کریستن ولکر به عنوان خبرنگار مشترک شبکه کاخ سفید و به عنوان مجری برنامه آخر هفته امروز، امروز (برنامه کانال ان‌بی‌سی) وظایف مشترکی دارد. خواهر او ربکا الکساندر یک روان درمانگر است که در شهر نیویورک زندگی می‌کند.

## دوران جوانی
الکساندر در ۲۹ ژوئیه ۱۹۷۶در یک خانواده یهودی در اوکلند، کالیفرنیا به دنیا آمد، وی فرزند تری (پینک) (مادر) و پدرش دیوید الکساندربود. الکساندر از دانشکده روزنامه‌نگاری دانشگاه نورث‌وسترن فارغ‌التحصیل شد.

## سابقه حرفه‌ای
الکساندر از زمان ورود به ان‌بی‌سی نیوز در سال ۲۰۰۴، بسیاری از داستان‌های بین‌المللی را پوشش داده‌است - از انتخابات تاریخی عراق در سال ۲۰۰۵ تا مرگ اسامه بن لادن در پاکستان و سونامی در اندونزی. او گزارش‌هایی از افغانستان، مجمع‌الجزایر گالاپاگوس، نوار غزه، اسرائیل، لائوس و مکزیک ارائه کرده‌است. کار الکساندر همچنین شامل گزارش‌های محیطی از گذرگاه شمال غربی در قطب شمال است، و گزارش‌هایی دربارهٔ داستان عمیقاً شخصی خواهرش، ربکا که به سندروم آشر نوع ۳ مبتلا شد که یک ناهنجاری ژنتیکی نادر می‌باشد که بینایی و شنوایی را از بین می‌برد و آلکساندر گزارشی از آن ارائه کرد.
الکساندر بسیاری از رویدادهای خبری فوری را پوشش داده‌است، از جمله پوشش زنده «معجزه در هادسن» و تیراندازی ویرجینیا تک. در سال ۲۰۱۰، او در مورد جنجال بین‌المللی پیرامون ویکی‌لیکس و بنیانگذار آن جولین آسانژ گزارش داد. الکساندر علاوه بر مسئولیت‌های خبری خود، به عنوان مجری ورزشی ان‌بی‌سی نیز خدمت کرده‌است و بازی‌های المپیک تابستانی ۲۰۰۸ پکن و بازی‌های المپیک زمستانی ۲۰۱۰ را پوشش داده‌است.

### خبرنگار کاخ سفید
الکساندر از سال ۲۰۱۲ تا مارس ۲۰۱۴ به عنوان خبرنگار کاخ سفید خدمت کرد. او دوره ریاست‌جمهوری باراک اوباما را پوشش می‌داد و همراه با رئیس‌جمهور در سراسر جهان سفر می‌کرد. از آنجایی که الکساندر در واشینگتن، دی.سی. مستقر است، همچنان مکرراً از کاخ سفید گزارش می‌دهد.
در ۲۰ مارس ۲۰۲۰، او در یک جلسه توجیهی زنده کاخ سفید در مورد اقداماتی که دولت‌های فدرال و ایالتی برای پاسخ به همه‌گیری کووید ۱۹ در ایالات متحده انجام می‌دهند، شرکت کرد. دونالد ترامپ، رئیس‌جمهور آمریکا اظهار داشت که "احساس خوبی" دارد و دربارهٔ اثربخشی بالقوه برخی درمان‌های دارویی قدیمی مانند کلروکین که در شرایط دیگر مؤثر بوده‌اند، در برابر ویروس کرونا "امیدوار است". آلکساندر پرسید: "آیا ممکن است انگیزه شما برای ایجاد یک چرخش مثبت روی چیزها، امیدی کاذب به آمریکایی‌ها بدهد؟" پرزیدنت ترامپ پاسخ داد که انتقال درمان‌های امیدوارکننده‌ای که در حال بررسی هستند مهم است. الکساندر در ادامه از رئیس‌جمهور پرسید: "به آمریکایی‌هایی که می‌ترسند چه می‌گویید؟ حدس می‌زنم نزدیک به ۲۰۰ کشته، ۱۴۰۰۰ بیمار داشته‌ایم، میلیون‌ها نفر، همانطور که شما شاهد بوده‌اید در حال حاضر می‌ترسند. به آمریکایی‌هایی که می‌ترسند چه می‌گویید. همین الان تو را تماشا می‌کنند که می‌ترسی؟ «ترامپ پاسخ داد: "من می‌گویم که شما خبرنگار وحشتناکی هستید، این چیزی است که من می‌گویم. من فکر می‌کنم این یک سؤال بسیار ناپسند است فکر می‌کنم سیگنال بسیار بدی است که شما به مردم آمریکا می‌دهید. آنها به دنبال پاسخ هستند. آنها به دنبال امید هستند. و شما احساساتی می‌کنید.»

### آخر هفته امروز (ویکند تودی)
الکساندر قبلاً با کرایک ملوین برنامه اجرا می‌کرد، اما اخیراً برنامه مشترک صبح یکشنبه را ترک کرد تا به برنامه روزهای هفته بپیوندد و میزبانی خود در برنامه کرایگ ملوین در ام‌اس‌ان‌بی‌سی را حفظ کند. او همچنان به نقش خبرنگار ملی و خبرنگاری کاخ سفید ادامه خواهد داد.

## زندگی شخصی
پدر و مادر آلکساندر طلاق گرفتند. او دو خواهر و برادر دوقلوی کوچک‌تر دارد (متولد ۴ فوریه ۱۹۷۹): کوین الکساندر و روان‌درمانگر ربکا الکساندر که مبتلا به سندرم آشر نوع ۳ شد. او یک خواهر ناتنی از همسر دوم پدرش به نام لورن دارد. در ۲۱ آوریل ۲۰۱۲، الکساندر با آلیسون استارلینگ، مجری WJLA-TV (وابسته واشینگتن، دی. سی، ای‌بی‌سی) ازدواج کرد. این زوج دو فرزند دارند و در حومه واشینگتن، دی.سی. زندگی می‌کنند.

## افتخارات
او برای تهیه یک خبر فوری و گزارش ویژه خبری ای‌بی‌سی در مورد مرگ پاپ جان پل دوم در (۲۰۰۵) نامزد پوشش زده شد. او همچنین برنده جایزه امی به خاطر اخبار و مستندسازی شد.